# Jisaburō Ozawa
Jisaburō Ozawa (小沢 治三郎, Ozawa Jisaburō, 2 de outubro de 1886 — 9 de novembro de 1966) foi um almirante japonês e último comandante-em-chefe da Frota Combinada imperial durante a Segunda Guerra Mundial.

## Biografia
Ozawa formou-se na Academia Naval Imperial em 1909 e em 1936 alcançou a patente de contra–almirante. No ano seguinte foi nomeado chefe de estado maior da frota combinada e em 1940 promovido a vice-almirante e comandante da Academia Naval.
Foi um dos grandes entusiastas do uso da aviação na marinha japonesa e reputado como um dos melhores comandantes navais do Japão, sempre preocupado com o tratamento dado a seus homens. Quis o destino que ele entrasse para a história como um almirante derrotado em batalhas sucessivas e primordiais durante a Guerra do Pacífico, lutando contra forças navais Aliadas com equipamento superior em qualidade e quantidade e em constante expansão.
Após o ataque a Pearl Harbor, em 7 de dezembro de 1941, que levou a Segunda Guerra Mundial para o Oceano Pacífico, o Almirante Ozawa foi designado para comandar as operações navais japonesas no Mar do Sul da China, participando das invasões de Java e de Sumatra no começo de 1942.
Dois anos depois ele comandou a frota japonesa derrotada na Batalha do Mar das Filipinas pela 5ª Força Tarefa americana, perdendo mais de 500 aviões na batalha e sendo obrigado a se retirar para Okinawa, onde apresentou sua renúncia ao cargo – que não foi aceita.
Em outubro de 1944, exerceu o papel pelo qual ficaria mais conhecido nos anais da II Guerra, comandando a frota praticamente desarmada que se lançou em sacrifício contra a poderosa esquadra americana na Batalha do Golfo de Leyte de maneira a chamar para si a atenção dos aviões dos porta-aviões inimigos,  para que os poderosos navios de superfície do almirante Takeo Kurita, com o caminho livre de ataques aéreos, pudessem atacar, bombardear e destruir os navios de apoio aos desembarques terrestres aliados na praias de Leyte, nas Filipinas e impedir a invasão da ilha.
Sem esperanças, Ozawa cumpriu seu papel no fracassado plano com profissionalismo e inteligência até o fim, mesmo que o restante da frota sob seu comando voltasse para o Japão reduzida apenas a alguns barcos e encerrasse sua carreira ativa como força de combate como um simulacro de armada, sem combustível, sem aviões, sem pilotos e quase sem navios.
Ozawa sobreviveu à guerra e morreu aos 80 anos no Japão, em 9 de novembro de 1966.